# ستيف ديفيز (سياسي)
ستيف ديفيز (بالإنجليزية: Steve Davies)‏ هو سياسي أسترالي، ولد في 26 أكتوبر 1965. حزبياً، نشط في الحزب الوطني الليبرالي في كوينزلاند. وقد انتخب عضو المجلس التشريعي ولاية كوينزلاند.